# Paolo Tordi
Paolo Tordi (Cesena, 26 de octubre de 1946 - Mugello, 16 de mayo de 1976) fue un piloto de motociclismo italiano.

## Biografía
Después de debutar en 1971 a la edad de 23 años entre amateurs con un Motobi 175, pasó a senior en 1973, utilizando una Yamaha 250 con enfriamiento por aire. Es precisamente con esta motocicleta con la que Tordi obtiene la Conchiglia d'Oro Shell en Imola, y concluye en el quinto lugar el Campeonato de Italia Senior de la categoría de 250 cc.
En 1974, acabó séptimo en el Campeonato italiano senior. ese mismo año, no va más allá del decimotercer lugar en la Gran Premio de las Naciones en Imola en la categoría de 350 cc.
En 1975, gracias al florentino Michele Cortini, obtuvo una Yamaha 350 para competir en el campeonato italiano, en el que acabará tercero detrás de Attilio Riondato y Giacomo Agostini. En 1975, Tordi participa, nuevamente con motocicletas Cortini, tanto en el campeonato italiano como en el Mundial obteniendo un sexto lugar en Le Mans. El 16 de mayo, en Mugello, durante el Gran Premio de las Naciones, Paolo Tordi murió en la segunda vuelta de la carrera de 350cc, chocando contra la esquina de Biondetti. Otello Buscherini también moriría en el mismo circuito unas horas después que Tordi.

## Resultados
Sistema de puntuación desde 1969 hasta 1987:
| Posición | 1.º | 2.º | 3.º | 4.º | 5.º | 6.º | 7.º | 8.º | 9.º | 10.º |
| Puntos   | 15  | 12  | 10  | 8   | 6   | 5   | 4   | 3   | 2   | 1    |

(Carreras en negrita indica pole position, carreras en cursiva indica vuelta rápida)
| Año  | Clase | Equipo | 1       | 2      | 3       | 4      | 5       | 6     | 7     | 8     | 9     | 10    | 11      | 12      | Pts. | Pos. |
| ---- | ----- | ------ | ------- | ------ | ------- | ------ | ------- | ----- | ----- | ----- | ----- | ----- | ------- | ------- | ---- | ---- |
| 1974 | 350cc | Yamaha | FRA -   | GER -  | AUT -   | NAT 13 | IOM -   | NED - |       | SWE - | FIN - |       | YUG -   | ESP -   | 0    | -    |
| 1975 | 250cc | Yamaha | FRA 13  | ESP -  |         | GER -  | NAT Ret | IOM - | NED - | BEL - | SWE - | FIN - | CZE 17  | YUG Ret | 0    | -    |
| 1975 | 350cc | Yamaha | FRA DNQ | ESP -  | AUT -   | GER -  | NAT Ret | IOM - | NED - |       |       | FIN - | CZE -   | YUG -   | 0    | -    |
| 1975 | 500cc | Yamaha | FRA -   |        | AUT -   | GER -  | NAT -   | IOM - | NED - | BEL - | SWE - | FIN - | CZE Ret |         | 0    | -    |
| 1976 | 250cc | Yamaha | FRA 14  |        | NAT -   | YUG -  | IOM -   | NED - | BEL - | SWE - | FIN - | CZE - | GER -   | ESP -   | 0    | -    |
| 1976 | 350cc | Yamaha | FRA 6   | AUT 12 | NAT Ret | YUG -  | IOM -   | NED - |       |       | FIN - | CZE - | GER -   | ESP -   | 5    | 26.º |